# MLB All-Star Game 2006
MLB All-Star Game 2006 – 77. Mecz Gwiazd ligi MLB, który odbył się 11 lipca 2006 roku na stadionie PNC Park w Pittsburghu. Spotkanie obejrzało 38 904 widzów.
Najbardziej wartościowym zawodnikiem został wybrany Michael Young z Texas Rangers, który w pierwszej połowie dziewiątej zmiany, przy stanie 1–2 dla National League All-Star Team zaliczył two-run triple.

## Wyjściowe składy
| American League | American League   | American League | American League | National League | National League | National League | National League |
| #               | Zawodnik          | Klub            | Pozycja         | #               | Zawodnik        | Klub            | Pozycja         |
| --------------- | ----------------- | --------------- | --------------- | --------------- | --------------- | --------------- | --------------- |
| 1               | Ichiro Suzuki     | Mariners        | RF              | 1               | Alfonso Soriano | Nationals       | LF              |
| 2               | Derek Jeter       | Yankees         | SS              | 2               | Carlos Beltrán  | Mets            | CF              |
| 3               | David Ortiz       | Red Sox         | 1B              | 3               | Albert Pujols   | Cardinals       | 1B              |
| 4               | Alex Rodriguez    | Yankees         | 3B              | 4               | Jason Bay       | Pirates         | RF              |
| 5               | Vladimir Guerrero | Angels          | LF              | 5               | Edgar Rentería  | Braves          | SS              |
| 6               | Iván Rodríguez    | Tigers          | C               | 6               | David Wright    | Mets            | 3B              |
| 7               | Vernon Wells      | Blue Jays       | CF              | 7               | Chase Utley     | Phillies        | 2B              |
| 8               | Mark Loretta      | Red Sox         | 2B              | 8               | Paul Lo Duca    | Mets            | C               |
| 9               | Kenny Rogers      | Tigers          | P               | 9               | Brad Penny      | Dodgers         | P               |

| American League                                                                         | 0 | 1 | 0 | 0 | 0 | 0 | 0 | 0 | 2 | 3 | 7 | 1 |
| National League                                                                         | 0 | 1 | 1 | 0 | 0 | 0 | 0 | 0 | 0 | 2 | 6 | 0 |
| WP: B.J. Ryan LP: Trevor Hoffman (1) HR: AL: Vladimir Guerrero (1) NL: David Wright (1) |   |   |   |   |   |   |   |   |   |   |   |   |

## Składy
| Miotacze - Bronson Arroyo (1) - Chris Capuano (1) - Chris Carpenter (2) - Brian Fuentes (2) - Tom Glavine (10) - Tom Gordon (3) - Trevor Hoffman (5) - Pedro Martínez (8) - Roy Oswalt (2) - Brad Penny (1) - Jason Schmidt (3) - Derrick Turnbow (1) - Brandon Webb (1) - Carlos Zambrano (2) Łapacze - Paul Lo Duca (4) - Brian McCann (1) |  | Wewnątrzpolowi - Lance Berkman (4) - Miguel Cabrera (3) - David Eckstein (2) - Nomar Garciaparra (6) - Ryan Howard (1) - Albert Pujols (5) - Edgar Rentería (5) - José Reyes (1) - Scott Rolen (5) - Freddy Sanchez (1) - Dan Uggla (1) - Chase Utley (1) - David Wright (1) Zapolowi - Jason Bay (2) - Carlos Beltrán (3) - Alfonso Soriano (5) - Andruw Jones (5) - Matt Holliday (1) - Carlos Lee (2) |  | Menadżer - Phil Garner Trenerzy - Jerry Narron - Jim Tracy |

| Miotacze - Mark Buehrle (3) - José Contreras (1) - Roy Halladay (4) - Bobby Jenks (1) - Scott Kazmir (1) - Francisco Liriano (1) - Jonathan Papelbon (1) - Mark Redman (1) - Mariano Rivera (8) - Kenny Rogers (4) - B.J. Ryan (2) - Johan Santana (2) - Barry Zito (3) Łapacze - Joe Mauer (1) - A.J. Pierzynski (1) - Iván Rodríguez (13) |  | Wewnątrzpolowi - David Ortiz (3) - Mark Loretta (2) - Alex Rodriguez (10) - Derek Jeter (7) - Paul Konerko (3) - Jim Thome (5) - Robinson Canó (1) - Troy Glaus (4) - Miguel Tejada (4) Zapolowi - Vladimir Guerrero (7) - Manny Ramírez (10) - Ichiro Suzuki (6) - Jermaine Dye (2) - Gary Matthews, Jr. (1) - Magglio Ordóñez (5) - Alex Ríos (1) - Grady Sizemore (1) - Vernon Wells (2) |  | Menadżer - Ozzie Guillén Trenerzy - John Gibbons - Eric Wedge |

- W nawiasie podano liczbę powołań do All-Star Game.

## Home Run Derby
| PNC Park, Pittsburgh – NL 62, AL 24 | PNC Park, Pittsburgh – NL 62, AL 24 | PNC Park, Pittsburgh – NL 62, AL 24 | PNC Park, Pittsburgh – NL 62, AL 24 | PNC Park, Pittsburgh – NL 62, AL 24 | PNC Park, Pittsburgh – NL 62, AL 24 | PNC Park, Pittsburgh – NL 62, AL 24 |
| Zawodnik                            | Klub                                | Runda 1                             | Półfinały                           | Suma                                | Finały                              | Suma                                |
| ----------------------------------- | ----------------------------------- | ----------------------------------- | ----------------------------------- | ----------------------------------- | ----------------------------------- | ----------------------------------- |
| Ryan Howard                         | Philadelphia Phillies               | 8                                   | 10                                  | 18                                  | 5                                   | 23                                  |
| David Wright                        | New York Mets                       | 16                                  | 2                                   | 18                                  | 4                                   | 22                                  |
| Miguel Cabrera                      | Florida Marlins                     | 9                                   | 6                                   | 15                                  | –                                   | 15                                  |
| David Ortiz                         | Boston Red Sox                      | 10                                  | 3                                   | 13                                  | –                                   | 13                                  |
| Jermaine Dye                        | Chicago White Sox                   | 7                                   | –                                   | –                                   | –                                   | 7                                   |
| Lance Berkman                       | Houston Astros                      | 3                                   | –                                   | –                                   | –                                   | 3                                   |
| Miguel Tejada                       | Baltimore Orioles                   | 3                                   | –                                   | –                                   | –                                   | 3                                   |
| Troy Glaus                          | Toronto Blue Jays                   | 1                                   | –                                   | –                                   | –                                   | 1                                   |